# Campylaspis maculinodulosa
Campylaspis maculinodulosa är en kräftdjursart som beskrevs av Watlin och McCann 1996. Campylaspis maculinodulosa ingår i släktet Campylaspis och familjen Nannastacidae.
Artens utbredningsområde är Oregon. Inga underarter finns listade i Catalogue of Life.